# ميخائيل دبليو. دارسي
ميخائيل دبليو. دارسي (بالإنجليزية: Michael W. D'Arcy)‏ هو فلاح وسياسي أيرلندي، ولد في 26 فبراير 1970 في جمهورية أيرلندا. حزبياً، نشط في فاين جايل. وقد انتخب عضو مجلس الشيوخ من أيرلندا عن دائرة اللجنة الإدارية ‏ وقد انضم خلال فترته النيابية ‏ (25 مايو 2011 – 9 فبراير 2016)  للكتلة البرلمانية فاين جايل وفي الانتخابات العمومية الأيرلندية 2007 ‏، انتخب نائب دييل عن دائرة وكسفورد ‏ وقد انضم خلال فترته النيابية ‏ (14 يونيو 2007 – 1 فبراير 2011)  للكتلة البرلمانية فاين جايل وفي 2016 Irish general election ‏، انتخب نائب دييل عن دائرة وكسفورد ‏ وقد انضم خلال فترته النيابية ‏ (10 مارس 2016 – )  للكتلة البرلمانية فاين جايل.

## وصلات خارجية
- الموقع الرسمي